# ルイギ県
ルイギ県（ルイギけん、ntara ya Ruyigi）は、ブルンジ東部にかつて存在した県あるいは州。国境に位置するため、ブルンジ内戦からタンザニアへ逃れた難民が帰還する地域の1つとなっている。国境付近に国道11号線、中央部を国道13号線が走り、北西にルヴブ川が流れ、北部がルヴブ国立公園に指定されている。消滅時の面積は 2,339km2で、2015年にブルリ県が縮小したことで18県で最も大きい県となっていた。2008年国勢調査の人口は 400,530人。

## 隣接する県
北東にカンクゾ県、南東にタンザニアキゴマ州、南にルタナ県、西にギテガ県、北西にカルジ県と接していた。

## 歴史
ベルギー領ルアンダ＝ウルンディ時代の1932年3月7日にルイギ地域として設置され、1962年3月1日にルイギ県となった。1982年9月24日、県北部のカンクゾ郡がカンクゾ県として、県南部のルタナ郡がルタナ県として分離した。
2025年7月4日、周辺の県と合併しブフムザ県の一部となった。

## 下位行政区画
7つのコミネが置かれていた。
- Commune of Butaganzwa
- Commune of Butezi
- Commune of Bweru
- Commune of Gisuru
- Commune of Kinyinya
- Commune of Nyabitsinda
- Commune of Ruyigi

## 脚註
1. ↑  ブルンジ共和国に対する国連難民高等弁務官事務所 (UNHCR) を通じた無償資金協力「ブルンジ難民の帰還及び再統合支援計画」に関する書簡の交換について、日本国外務省、平成19年12月20日。
2. 1 2  “Provinces of Burundi”.   Statoids (2015年11月27日). 2025年8月1日閲覧。
3. ↑  “Burundi’s new Governors sworn in following major provincial reforms”. Burundi Times. (2025年7月6日) 2025年8月1日閲覧。